# Salvator Rosa (opera)

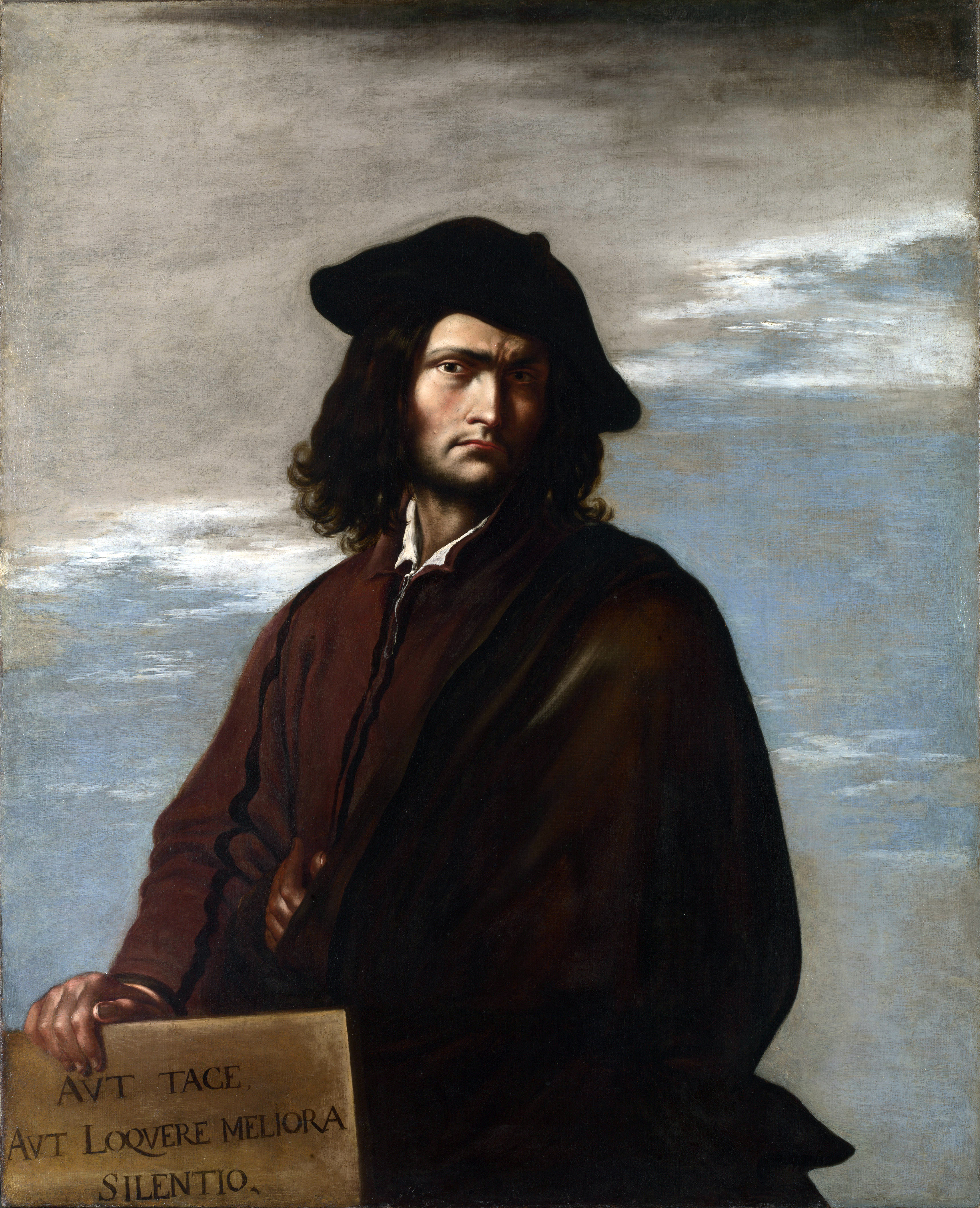
Självporträtt av Salvator Rosa, ca 1645.

Salvator Rosa är en opera i fyra akter med musik av Antônio Carlos Gomes och libretto av Antonio Ghislanzoni efter Eugène de Méricourts äventyrsroman Masaniello som i sin tur löst byggde på historierna om den italienske målaren Salvator Rosa och upprorsledaren Masaniello.

## Historia
Gomes lär ha sagt att han skrev Salvator Rosa för att behaga den vanlige italienske operabesökaren snarare än operakännaren. Premiären den 21 mars 1874 på Teatro Carlo Felice i Genua blev också en stor succé.
Operan var Gomes femte opera och den tredje som uruppfördes i Italien. Ursprungligen hade han och librettisten Ghislanzonu haft tanken att kalla operan för Masaniello. Men Daniel Aubers opera från 1828, Den stumma från Portici, byggd på samma bakgrundshistoria, var redan välkänd i Italien. Ghislanzoni koncentrerade då handlingen kring Salvator Rosa (en bifigur i de Méricourts roman). Kärlekshistorien mellan Isabella och Masaniello byttes ut till Isabella och Salvator Rosa.
Efter premiären i Genua uppfördes Salvator Rosa i Turin 1875, Bergamo 1876 och Parma 1882. Redan 1876 spelades operan i Uruguay men det skulle dröja ytterligare sex år (1882) innan den spelades i Gomes hemland Brasilien.

## Personer
- Hertigen av Arcos, vicekung av Neapel (bas)
- Isabella, hans dotter (sopran)
- Salvator Rosa, en målare förälskad i Isabella (tenor)
- Masaniello, rebelledare och vän till Rosa (baryton)
- Gennariello, vän till Rosa och Masaniello (sopran)
- Fernandez, ledare för de spanska trupperna (tenor)
- Greven av Badajoz, en spansk adelsman (tenor)
- Corcelli (bas)
- Bianca, en spansk adelsdam (mezzosopran)
- Suora Ines, en nunna (sopran)
- Fra Lorenzo, en munk (bas)